# Forn de pa artesà (Barcelona)
El Forn de pa artesà és una obra modernista de Barcelona inclosa a l'Inventari del Patrimoni Arquitectònic de Catalunya.

## Descripció
Establiment que ocupa el local esquerre de la planta baixa d'un edifici afrontat al carrer Girona 118 amb una única obertura. Aquesta presenta un aplacat de fusta amb brancals i arc de mig punt, amb emmarcat de línies corbes contingues i plafons d'encadellat vertical. A l'arc es va modificar el text original pintat amb les lletres "Panaderia".
Separant la sala de vendes de la rebotiga, hi ha les restes de la divisòria de fusta amb encadellat vertical que es va retallar eliminant els muntants i les portes inferiors. En diverses estances interiors el paviment és de peces ceràmiques quadrades vermelles i blanques. A l'obrador es troben les instal·lacions antigues: forn de llenya giratori, amassadores, calaixeres de fermentació.

## Història
Segons les fonts documentals, el forn obriria per primer cop el 1908 a nom de Concepció Satorras, llogatera del local que va fer construir el forn de coure pa. Tot i que el contracte anava a nom de Concepció Satorras, el fundador va ser Climent Campdepedròs i va anar passant de generació en generació. El forn mai no ha tingut nom comercial.